# Triatlon
Triatlon je atletsko natjecanje koje u sebi sadrži tri discipline. Najčešće se pod triatlonom podrazumijeva sportsko natjecanje u disciplinama: plivanje, biciklizam i trčanje. Natjecatelj mora tijekom utrke prijeći unaprijed zadane dionice plivajući, vozeći bicikl odnosno trčeći prema unaprijed zadanom rasporedu.

## Povijest triatlona
Neki izvori spominju da se prva triatlonska natjecanja bilježe oko 1920. godine u Francuskoj, pod nazivima 'Les trois sports', 'La Course des Débrouillards' i 'La course des Touche à Tout'. Danas se ove utrke održavaju svake godine blizu mjesta Joinville le Pont, u Meulanu i u Poissyu. 1920. godine časopis  'L´Auto' je izvjestio o utrci koja se sastojala od 3 km trčanja, 12 km bicikle te plivanja preko kanala Marne. 
Nakon tih godina triatlon nije bio organiziran, odnosno nije bilo podataka o natjecanjima, sve do natjecanja 'Mission Bay Triathlon' održanog 25. rujna 1974. godine. Taj se datum danas bilježi kao početak modernog triatlona.
Prvi moderni dužinski triatlon je Ironman triatlon, održan na Havajima 18. veljače 1978. godine.
Međunarodna triatlonska organizacija ITU je osnovana 1989. godine.
Od svojih početaka, triatlon ima značajan porast natjecatelja te je danas svake godine u kalendaru velik broj natrjecanja koji uključuje brojne triatlonce, kako muškarce tako i žene.

### U Hrvatskoj
Jarunman je prvi triatlon ironman distance u Hrvatskoj. Održan je 2005. u Zagrebu.
Utrka WTC (World Triathlon Corporation) u Hrvatskoj je prvi put održana u Puli 2015. Bila je to prva Ironman 70.3 utrka održana u Hrvatskoj.
XTERRA triatlon je bio zakazan za prvo izdanje u Hrvatskoj za 2020. na Lošinju.
Pazinčica Clearwater Revival je brdsko-biciklističko-trekersko-trkačka utrka koja se od 2005. održava u Pazinu.
Prvo hrvatsko državno prvenstvo u štafetnom triatlonu održano je 2015.

## Tipovi triatlona
Standardni triatlon
Sastoji se od dionica plivanja, biciklizma i cestovnog trčanja.
Kros triatlon
Koriste se i nazivi off-road triatlon, MTB triatlon, Xtriatlon, XC triatlon i MTB XC triatlon. Sastoji se od dionica plivanja, brdskog biciklizma i trail trčanja.
Zimski triatlon
Sastoji se od dionica trčanja s krpljama ili običnog trčanja, brzog klizanja ili brdskog biciklizma i skijaškog trčanja.
Štafetni ili Ekipni triatlon
Štafeta/Ekipa se sastoji od 3 člana, pri čemu svaki član odrađuje jednu disciplinu: plivanje, bicikl ili trčanje. Moguće su muška, ženska ili mješovita štafeta.
Ekipni štafetni triatlon
Naziva se još timski štafetni triatlon. Radi se o ITU-ovoj disciplini. Poznat i pod nazivom 4 X mješovita štafeta. Ekipa se sastojibod dva muškarca i dvije žene (redoslijedom
žena/muškarac/žena/muškarac) pri čemu svaki natjecatelj dovršava 'super-sprint' triatlon - 300m plivanja, 8km vožnje biciklom i 2km trčanja te nakon toga se predaje štafetu sljedećem kolegi.
Duljine triatlona
| Duljine triatlona ██ ukinuti formati | Duljine triatlona ██ ukinuti formati | Duljine triatlona ██ ukinuti formati   | Duljine triatlona ██ ukinuti formati | Duljine triatlona ██ ukinuti formati | Duljine triatlona ██ ukinuti formati | Duljine triatlona ██ ukinuti formati             | Duljine triatlona ██ ukinuti formati |
| triatlon                             | triatlon                             | triatlon                               | triatlon                             | kros triatlon                        | kros triatlon                        | kros triatlon                                    | kros triatlon                        |
| ITU                                  | ITU                                  | Ironman                                | Ironman                              | ITU                                  | ITU                                  | XTERRA                                           | XTERRA                               |
| naziv                                | duljina [km]                         | naziv                                  | duljina [km]                         | naziv                                | duljina [km]                         | naziv                                            | duljina [km]                         |
| ------------------------------------ | ------------------------------------ | -------------------------------------- | ------------------------------------ | ------------------------------------ | ------------------------------------ | ------------------------------------------------ | ------------------------------------ |
|                                      |                                      |                                        |                                      |                                      |                                      | short track                                      | 9,9-11,4                             |
|                                      |                                      |                                        |                                      |                                      |                                      | super sprint                                     | 10,9-11,1                            |
| supersprint                          | 12.9                                 |                                        |                                      |                                      |                                      |                                                  |                                      |
|                                      |                                      |                                        |                                      |                                      |                                      | sprint                                           | 20,25-21,75                          |
|                                      |                                      |                                        |                                      |                                      |                                      | sport / short course (oko pola full distance)    | 25-26                                |
| sprint                               | 25,75                                |                                        |                                      |                                      |                                      |                                                  |                                      |
|                                      |                                      |                                        |                                      |                                      |                                      | full distance / championship / pro / full course | 39,8-44,5                            |
| olimpijski / standardni              | 51,5                                 | 5150                                   | 51,5                                 |                                      |                                      |                                                  |                                      |
|                                      |                                      |                                        |                                      |                                      |                                      | long distance                                    | 82-94                                |
| ITU dugi triatlon (O2)               | 103                                  |                                        |                                      |                                      |                                      |                                                  |                                      |
|                                      |                                      | Ironman 70.3 / polu Ironman            | 113                                  |                                      |                                      |                                                  |                                      |
| ITU dugi triatlon (O3)               | 154                                  |                                        |                                      |                                      |                                      |                                                  |                                      |
|                                      |                                      | Ironman / Ironman 140.6 / puni Ironman | 226,31                               |                                      |                                      |                                                  |                                      |

## Duljine standardnog triatlona

### Olimpijski triatlon
Triatlon je u programu Olimpijskih igara od 2000. godine, i od tada je standarni olimpijski sport. Dionice triatlona propisane na Igrama jesu: 1500 metara plivanje, 40 kilometara bicikl, 10 kilometara trčanje. Stoga se i navedene duljine staze u triatlonu još nazivaju i 'olimpijski triatlon'. 
Brigitte McMahon je švicarka prva pobjednica olimpijskog triatlona.

### Ostala natjecanja u triatlonu
Osim olimpijskog triatlona često se vrše natjecanja i na drugim dionicama, ovisno o kategorijama natjecatelja, konfiguraciji terena, nivou pripremljenosti natjecatelja, itd. Poznato natjecanje je Ironman triatlon, koji je standard u dužinskim triatlonima na sljedećim dionicama: 3,86 km plivanja, 180 km bicikle i 42,195 km trčanja. Ovo se natjecanje neslužbeno smatra i svjetskim prvenstvom i najcjenjenije je natjecanje poslije Olimpijskih igara u ovom sportu.
Još se često natjecanja odvijaju i na 'poluolimpijskim triatlonu', gdje su dionice točno upola kraće nego na olimpijskom.

## Oprema u triatlonu
U triatlonu se koristi uglavnom klasična oprema za tri sastavna sporta, dakle plivaći kostim za plivanje, športski bicikl te standardna oprema za trčanje. Ipak, tijekom godina razvoja ovog sporta natjecatelji su unosili mnogobrojne prilagodbe u standardnoj opremi, od kojih je naijizrazitija ona na triatlonskom biciklu, koji ima specifičan oblik upravljača koji omogućava odmor ruku i ramena tijekom faze vožnje bicikla. Također, prilagođena je i obuća (sprinterice odnosno biciklističke cipele) koja omogućava brzo preobuvanje prilikom zamjene disciplina. Prilagođeni su i dresovi i plivački kostimi koji omogućavaju brzo presvlačenje.

## Triatlonska tehnika
Zbog specifičnosti natjecanja natjecatelji u triatlonu koriste prilagođene stilove plivanja, vožnje bicikla i trčanja da bi optimalno koristili energiju u ovom zahtjevnom sportu. Tako recimo plivači u triatlonu više se oslanjaju na snagu ruku i ramena nego li na snagu nogu u odnosu na standardno plivanje, jer pokušavaju noge što je moguće više odmoriti za bicikl. Postoje i brojne druge specifičnosti koje triatlon ipak dosta razlikuju od standarnog plivanja, biciklizma i trčanja.

## Hrvatski triatlonci
- Dejan Patrčević
- Čubrić Zvonko
- Damir Mesec
- Andrej Vištica
- Marin Koceić

## Poznatiji svjetski triatlonci
- Emma Snowsill, svjetska prvakinja i olimpijska pobjednica

## Vanjske poveznice
- ITU - Međunarodna triatlonska unija
- Ironman.com (WTC)
- XterraPlanet.com
- 3sporta.com - Prvi hrvatski triatlon portal
- Triatlon na otoku Krku  Arhivirana inačica izvorne stranice od 9. siječnja 2016. (Wayback Machine)
- Triathlete